# Стрелковцы (Минская область)
Стрелковцы (бел. Стралкаўцы) — деревня в Борисовском районе Минской области Беларуси. Входит в состав Пригородного сельсовета.

## География
Деревня находится в северо-восточной части Минской области, на берегах реки Начи, к западу от автодороги Н-8124, на расстоянии приблизительно 11 километров (по прямой) к северо-западу от города Борисов, административного центра района. Абсолютная высота — 172 метра над уровнем моря. Площадь населённого пункта — 0,4211 км².

## История
В 1897 году входила в состав Борисовского уезда Минской губернии, насчитывалось 10 дворов и 87 жителей.
По состоянию на 1909 год, в Стрелковцах имелось 16 дворов и проживал 161 человек. В административном отношении деревня входила в состав Кищино-Слободской волости.
С 20 августа 1924 года в составе Кищинаслободского сельского совета Борисовского района. В 1934 году, в ходе проведения коллективизации, был образован колхоз «17 лет Октября».
С 8 февраля 2010 года в составе Пригородного сельсовета.

## Население
По данным переписи 2019 года, в деревне проживало 30 человек.
| Год  | Население, человек |
| ---- | ------------------ |
| 1897 | 87                 |
| 1909 | ↗ 161              |
| 1917 | ↘ 123              |
| 1926 | ↗ 198              |
| 1960 | ↘ 106              |
| 1988 | ↘ 83               |
| 2008 | ↘ 29               |
| 2009 | ↗ 36               |
| 2019 | ↘ 30               |